# Le Pédicure
Le Pédicure est un tableau peint par Edgar Degas en 1873. Il mesure 61 cm de haut sur 48 cm de large. Il est conservé au Musée d'Orsay à Paris.